# القيصرية (المالكية)
القيصرية هي قرية تتبع ناحية مركز المالكية منطقة المالكية في محافظة الحسكة شمال شرق سورية. وهي قرية قديمة فيها قلعة تعود للعصر العثماني . فيها مدرسة ابتدائية و مسجدان. أغلب سكان القرية يعملون بزراعة المحاصيل والعنب وتربية الماشية.